# Achorodothis rapaneae
Achorodothis rapaneae är en svampart som beskrevs av Syd. 1930. Achorodothis rapaneae ingår i släktet Achorodothis och familjen Mycosphaerellaceae.   Inga underarter finns listade i Catalogue of Life.